# Абд ар-Рахман II
Абд ар-Рахман II (ан-Насир Абу-л-Мутарриф Абд ар-Рахман II ибн Хакам, араб. عبد الرحمن الثاني‎) (792, Кордова — 22 сентября 852, Толедо) — эмир кордовского эмирата с 822. Правнук Абд ар-Рахмана I.
Он покровительствовал наукам и искусству, отличался веротерпимостью. По иным сведениям при нём пострадали многие Кордовские мученики. Большой размах строительства при Абд ар-Рахмане II вызвал усиление налогового гнёта, что привело к массовым восстаниям.
Добродушный от природы, он позволил влиять на государственные дела женщинам из гарема и временщикам. Политические интриги сопровождали весь период его правления.
В 837 году вернул Толедо благодаря начавшимся в городе разногласиям между христианами и ренегатами, восстановив местный дворец.
В 844 году отразил набег викингов, высадившихся в Кадисе, занявших Севилью (за исключением цитадели) и напавших на Кордову.
После смерти эмира сакалиба закрыли ворота крепости, чтобы не пропустить эту новость в город.